# Mark Kranenburg
Mark Kranenburg (Den Haag, 2 augustus 1954) is een Nederlands journalist, die werkzaam was bij NRC Handelsblad. Sinds december 2020 is hij gepensioneerd.
Kranenburg slaagde er in 1986 in om, met een beroep op de Wet openbaarheid van bestuur (Wob 1978), de stukken rond de kabinetsformatie openbaar gemaakt te krijgen. Hij was bij NRC Handelsblad onder meer chef van de Haagse redactie en correspondent in Brussel. In 1995 ontving Kranenburg de Anne Vondelingprijs, een prijs die jaarlijks wordt verleend aan journalisten die de politiek op een heldere manier weten te verwoorden.